# Wulzendorf

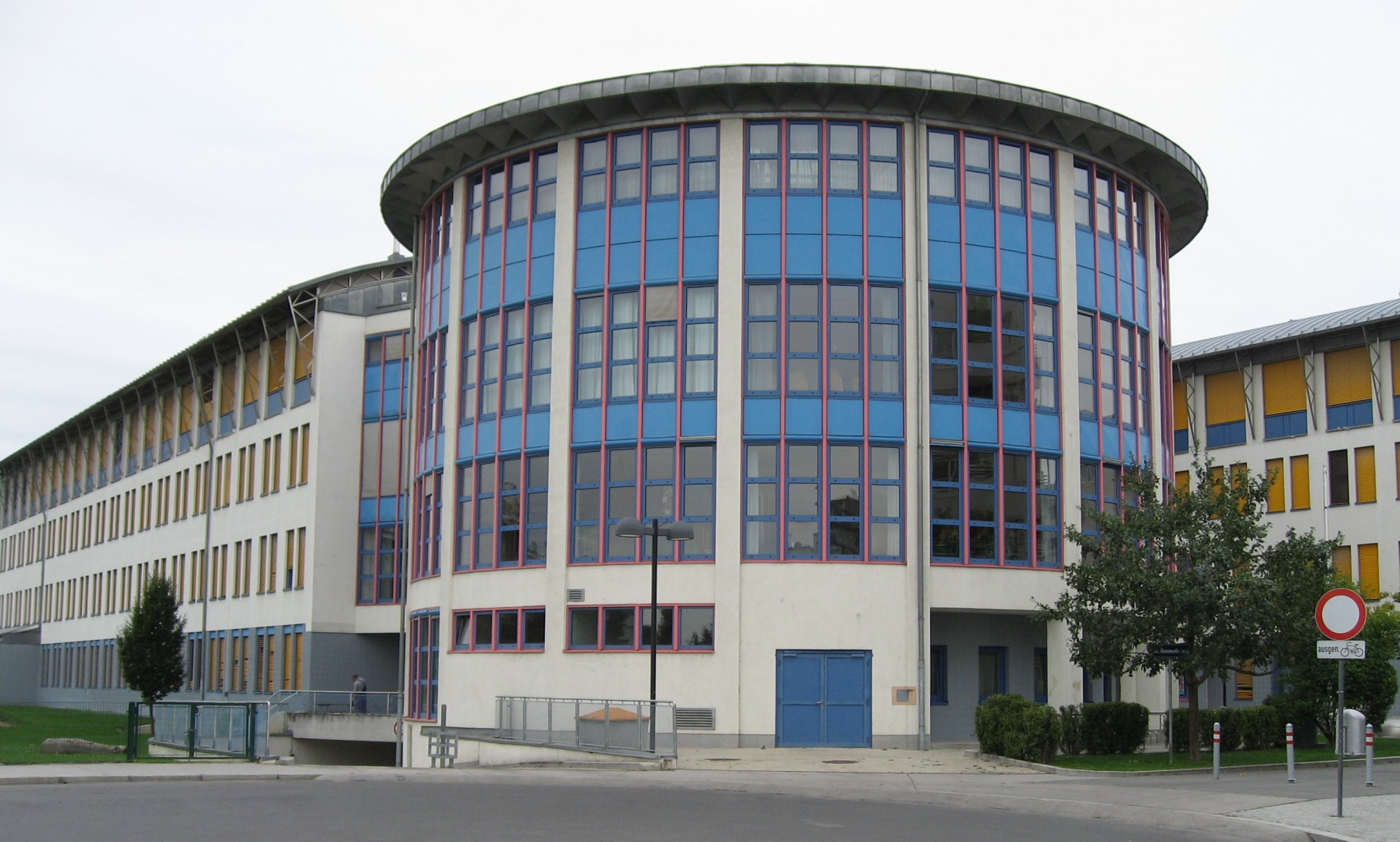
Volksschule Hammerfestweg in Wulzendorf

Wulzendorf war bis zum 16. Jahrhundert eine Ortschaft in der Nähe von Aspern im nunmehrigen 22. Wiener Gemeindebezirk Donaustadt. Heute bezeichnet Wulzendorf einen südwestlich von Aspern gelegenen Stadtteil, der ab den 1920er Jahren in mehreren Stadterweiterungs-Etappen besiedelt wurde.

## Geschichte

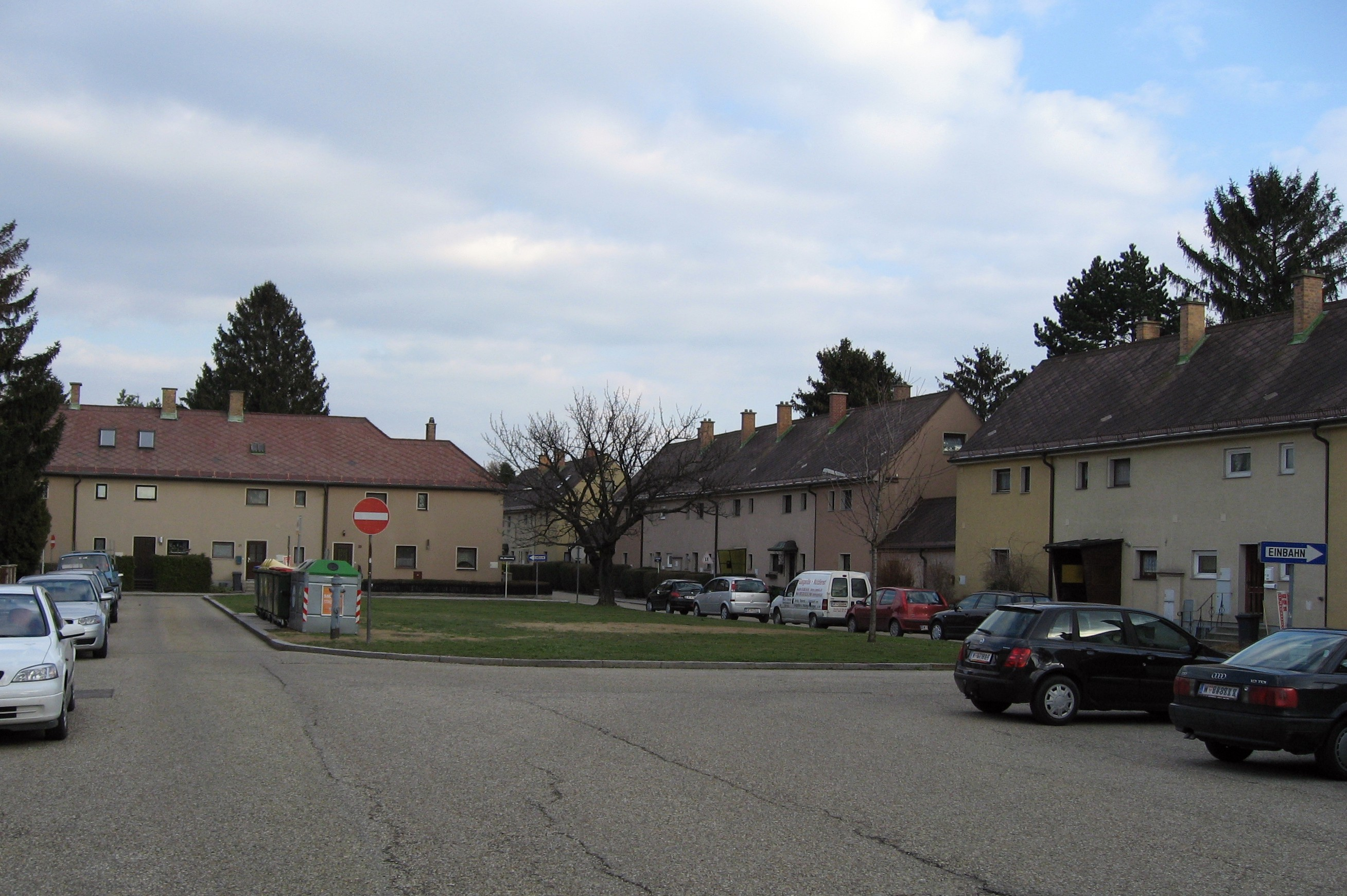
Der stilisierte Anger der Siedlung Am Müllnermais

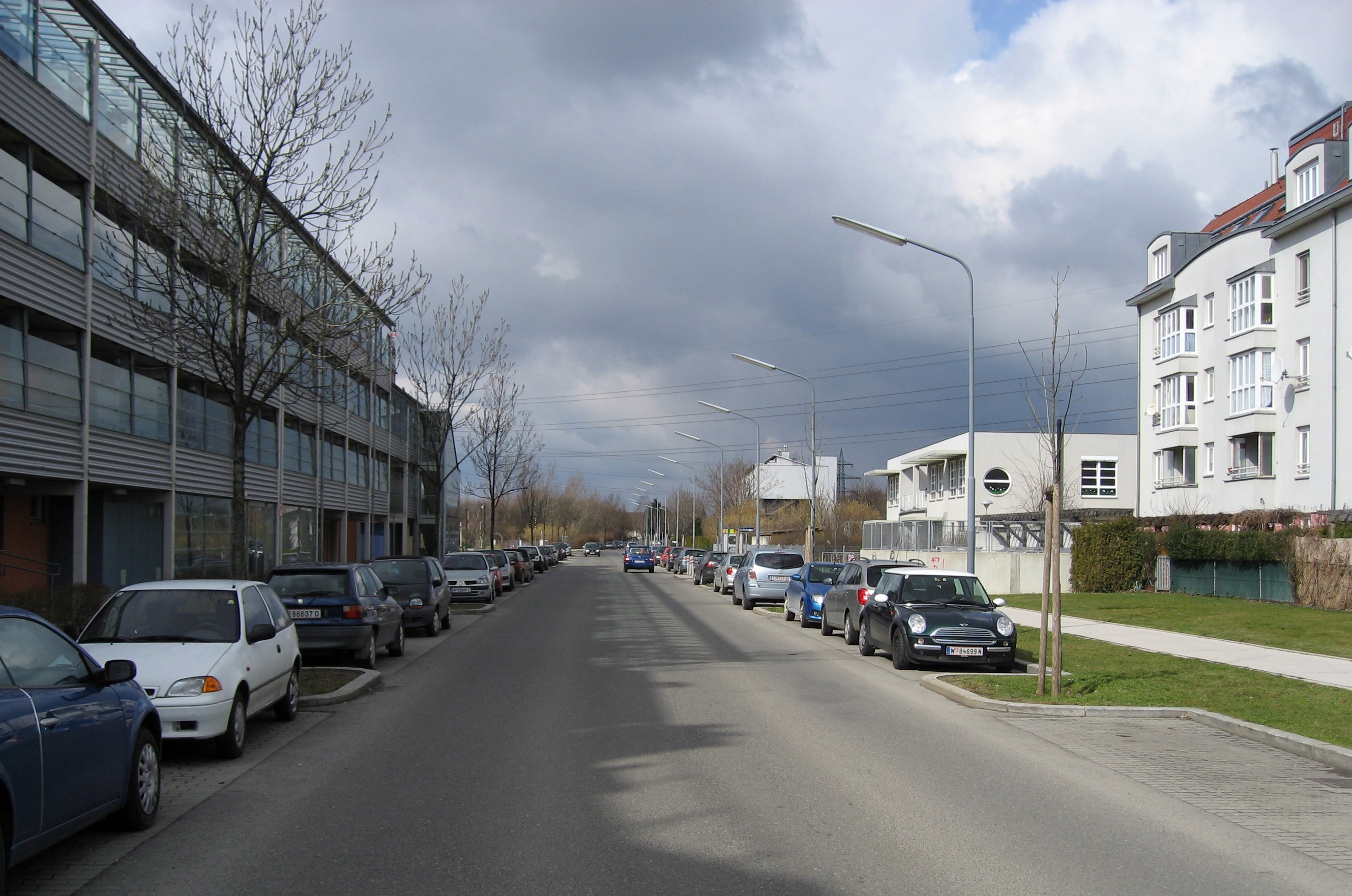
Wulzendorfstraße

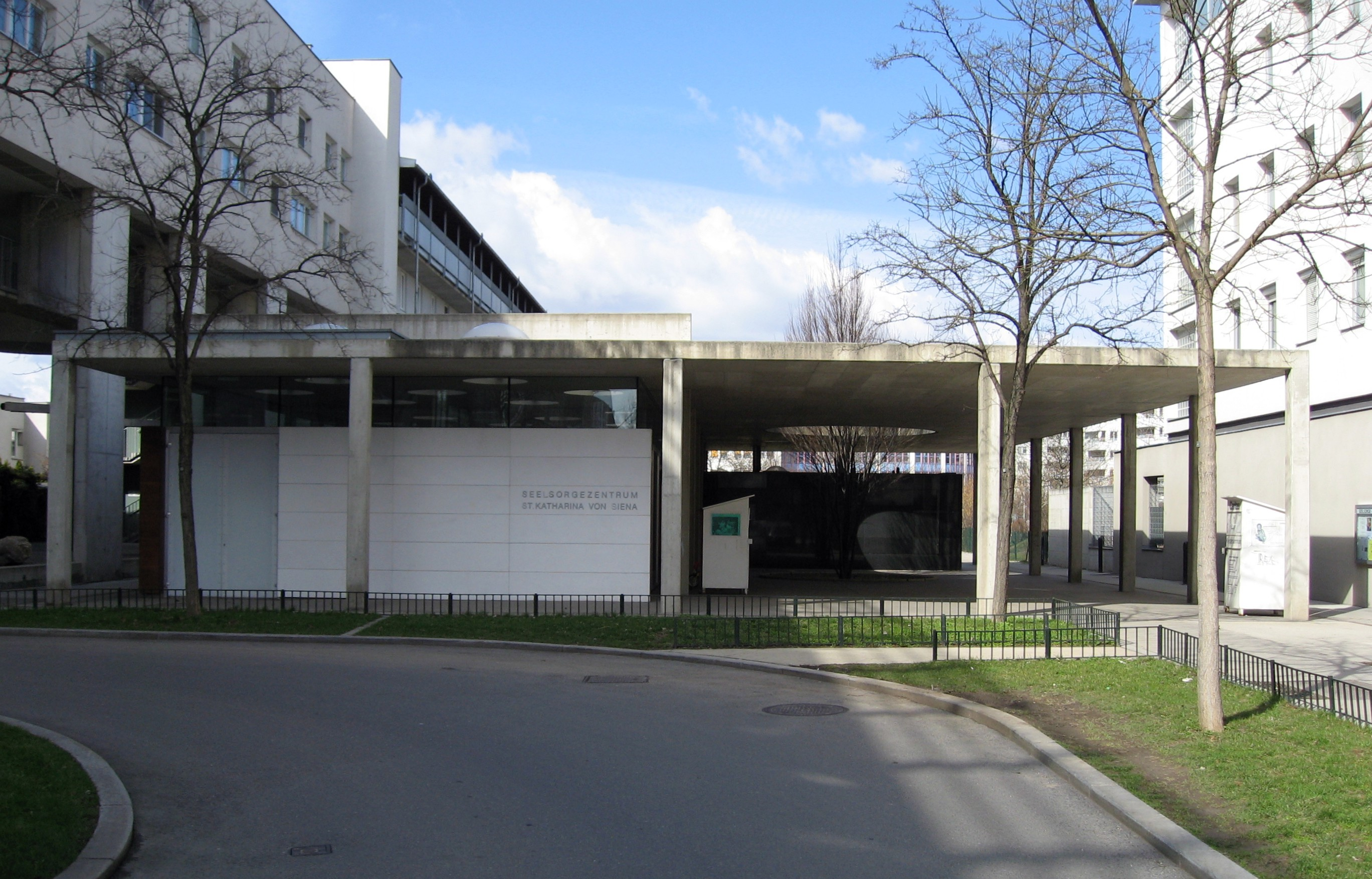
Seelsorgezentrum St. Katharina von Siena

Die Ortschaft Wulzendorf wurde bereits im Jahre 1150 schriftlich erwähnt, im Stadlauer Urfahrrecht wird für die „drew dorffer Asparn, Wulzendorf und Prietenle“ (drei Dörfer Aspern, Wulzendorf und Breitenlee) die Maut beim Gütertransport über die Donau geregelt. Der Name Wulzendorf dürfte auf die adelige Familie von Wulzendorf zurückzuführen sein, nach denen vermutlich auch das niederösterreichische Wultendorf einst Wulzendorf genannt wurde. Von Wolfgang von Wulzendorfer ist bekannt, dass dieser 1434 einen Handel über ein Gebiet bei Aspern („einen Theil der Aue zu Aspern an der Donau, der Neubruch und Aichshutt genannt“) abschloss.
1455 galt das Dorf bereits als nicht mehr bewohnt, Anfang des 16. Jahrhunderts verwischen sich die Spuren Wulzendorfs endgültig. Da es vor der im 19. Jahrhundert erfolgten Wiener Donauregulierung immer wieder zum Teil verheerende Überschwemmungen und Eisstöße auf dem Gebiet der heutigen Donaustadt gab, ist nicht auszuschließen, dass Wulzendorf von einer solchen Naturkatastrophe verwüstet und schließlich von seinen Bewohnern verlassen wurde.
Als 1568 das nahe gelegene Aspern von Hochwasser und einem Brand heimgesucht wurde, überlegte die verzweifelte Bevölkerung, in das mittlerweile verödete Wulzendorf zu übersiedeln. Dieses Vorhaben wurde jedoch nie in die Tat umgesetzt.
Die genaue Lage der Ortschaft ist nicht bekannt, eine alte Ortsangabe beschreibt Wulzendorf als „ein Dorf mit einem Edelsitz in der Flur Aspern und Breitenlee“. Eine ungefähre Lage südlich von Aspern und nördlich des Mühlwassers, im Bereich der heutigen Kreuzung Wulzendorfstraße/Biberhaufenweg gilt als ebenso möglich wie eine Lage nördlich von Aspern und südlich von Breitenlee.
1910 wurde der ehemalige Mittlere Feldweg in Erinnerung an das „verschwundene Dorf“ in Wulzendorfstraße umbenannt. 
Im Zuge der Siedlerbewegung der 1920er Jahre entstand 1921/22 südlich der Wulzendorfstraße nach Entwürfen des Architekten Wilhelm Baumgarten die 29 Wohneinheiten umfassende genossenschaftliche Reihenhaussiedlung Neues Leben. 1924 wurde südlich davon die ebenfalls von Wilhelm Baumgarten geplante Siedlung Am Müllnermais mit 50 Wohneinheiten errichtet, diese wurde 1927/28 nach Entwürfen von Wilhelm Peterle um weitere 54 Wohneinheiten ergänzt. Die Müllnermais-Siedlung steht heute unter Denkmalschutz (Listeneintrag).
Auch nach dem Zweiten Weltkrieg wurden in dieser Gegend zahlreiche Einfamilien- und Reihenhäuser errichtet, unter anderem in den späten 1970er Jahren die 178 Wohneinheiten umfassende Reihenhausanlage am Biberhaufenweg 100. Im Nordosten des Siedlungsgebiets wurde das kleine Einkaufszentrum Biberhaufen errichtet, das unter anderem über einen Supermarkt, eine Trafik und einen Friseur verfügte. Die Räumlichkeiten des Supermarktes (Klein Kauf, zuletzt bis 2007 ADEG) werden heute vom Seniorentreff Biberhaufenweg genutzt.
Spätestens seit 1967 verkehrte eine Buslinie zwischen Kaisermühlen und Wulzendorf. Bis 1974 fuhr hier die Linie 24, danach der 22B und seit 1982 verbindet die Linie 92A die Siedlung Wulzendorf mit der U-Bahn-Linie U1 (U-Bahn-Station Kaisermühlen, bis 1999 auch U-Bahn-Station Kagran) und der U-Bahn-Linie U2 (U-Bahn-Station Hardeggasse).
Heute wird der Name Wulzendorf im allgemeinen Sprachgebrauch für die Wohngegenden im Bereich der Wulzendorfstraße verwendet und findet sich auch in den Namen von Wohnhausanlagen, Gemeindezentren, Wohngemeinschaften, Spielplätzen und Vereinen wieder. Außerdem bezeichnet Wulzendorf einen zwischen der Wulzendorfstraße und dem Mühlwasser gelegenen, zwei Zählsprengel umfassenden Zählbezirk der amtlichen Statistik.

### Langobardenviertel

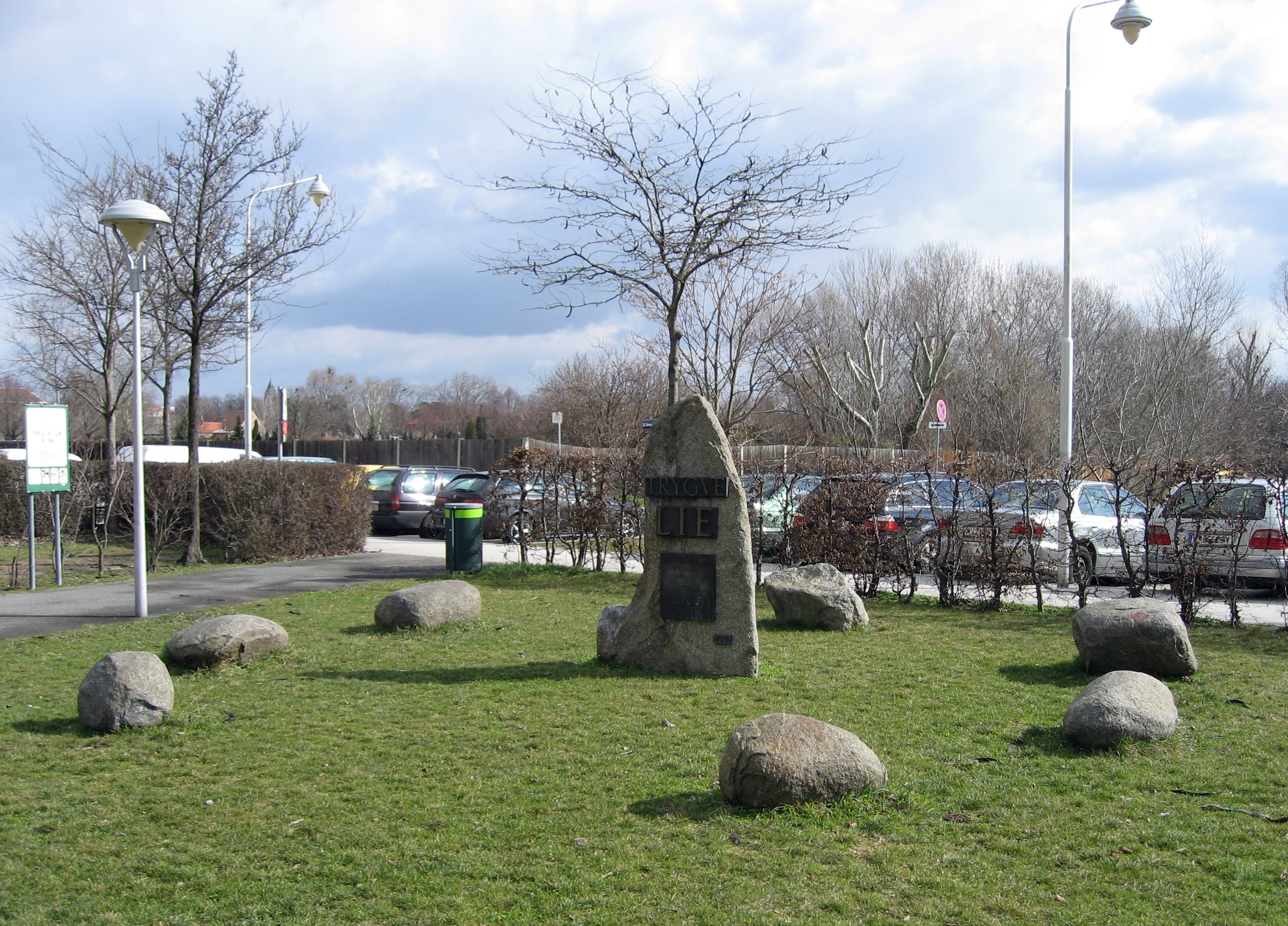
Trygve-Lie-Park

Im Zuge der Wiener Stadterweiterungen entstand in den 1990er Jahren auf einem davor landwirtschaftlich genutzten Grundstück zwischen Langobardenstraße und Wulzendorfstraße das sogenannte Langobardenviertel. Aufgrund der Benennung der neu entstandenen Verkehrsflächen nach norwegischen Städten hat sich auch der Name Norwegerviertel bzw. Norwegenviertel etabliert. Das Grätzl wird im Norden von der Langobardenstraße, im Westen vom Kapellenweg, im Süden von der Wulzendorfstraße und im Osten von der Stavangergasse und dem Asperner Friedhof begrenzt. Im Zuge der Erschließung des Gebiets bekam die östliche Wulzendorfstraße einen neuen, geraden Verlauf.
In einer ersten Bauphase wurde eine von Boris Podrecca entworfene, schmale Wohnhausanlage entlang des Kapellenweges errichtet. Die meisten Bauvorhaben wurden Mitte der 1990er Jahre fertiggestellt, 1995 waren es etwa 2.700 Wohneinheiten. Es wurden sowohl Miet-, Genossenschafts- und Eigentumswohnungen geschaffen, als auch Reihenhäuser sowie ein Gemeindebau. Architekten waren unter anderem Roland Rainer und Harry Glück. Am Hammerfestweg entstand eine von Hannes Lintl geplante Volks- und Sonderschule. Das Seelsorgezentrum St. Katharina von Siena der Pfarre Aspern, welches auch als Veranstaltungsraum genutzt wird, wurde am 19. Oktober 1996 geweiht.
Das Viertel verfügt über vier Kindergärten, einige Spielplätze sowie zahlreiche Grünflächen. Ein Grünzug mit Salettl und Sportplatz erstreckt sich in der Mitte des Areals zwischen Wulzendorfstraße und Langobardenstraße. Im Osten des Viertels befindet sich seit 1997 der von den Landschaftsarchitekten Jakob Fina und Barbara Bacher gestaltete, 4.000 m² große Trygve-Lie-Park. Von 2008 bis 2010 wurde auf einem brach liegenden Grundstück östlich des Trygve-Lie-Parks der Jugendplatz Asperner Wies'n mit Salettl und Freiluftmöbel errichtet, um für die Jugendlichen der Umgebung einen Treffpunkt abseits der Parks und Spiel- und Sportplätze zu schaffen. Die Nahversorgungs-Infrastruktur wird durch Geschäftszeilen in der Langobardenstraße und Bergengasse gewährleistet und umfasst unter anderem einen Supermarkt, eine Trafik, eine Apotheke und einige gastronomische Betriebe.